# Laboratorio MAX IV

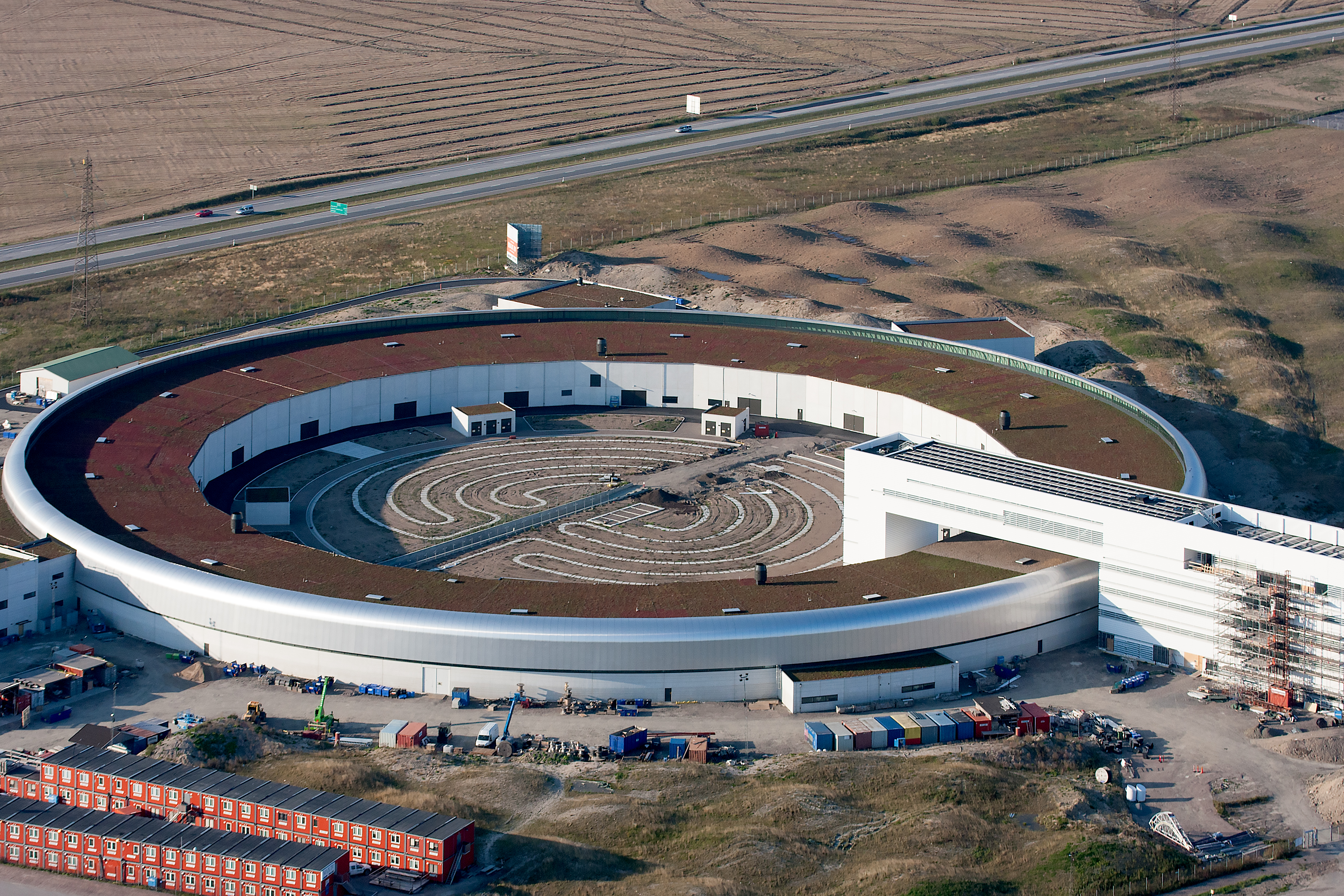
Foto aérea del laboratorio

El laboratorio MAX IV, conocido antes de 2011 como MAX-lab, es una instalación científica sueca de física de aceleradores para la investigación con la radiación de sincrotrón. A fecha de su construcción, es  la fuente de luz sincrotrón más brillante del mundo. El laboratorio está ubicado en el norte de Lund y su administración corre a cargo de la universidad de Lund.
MAX IV tiene dos anillos de almacenamiento de electrones (de 1,5 y 3 GeV) y un acelerador lineal que alberga una fuente de pulsos cortos de electrones (SPF). Las instalaciones del antiguo MAX-lab se cerraron en diciembre de 2015. MAX IV recibió a sus primeros usuarios en 2017.

## Historia
MAX-lab comenzó sus actividades en 1986 y desde entonces ha se ha ampliado considerablemente. La apertura del segundo sincrotrón Max II en 1996 marcó un punto importante en la historia del laboratorio.
El 27 de abril de 2009, la universidad de Lund, el Consejo Sueco de Investigación, la provincia de Escania y Vinnova (Oficina Nacional Sueca de Sistemas de Innovación) decidieron financiar la construcción del sincrotrón de cuarta generación Max IV. La construcción de Max IV se inició en 2010 en Brunnshög, en el noreste de Lund y fue inaugurado el 21 de junio de 2016, en la presencia del rey Carlos XVI Gustavo y el primer ministro Stefan Löfven.
Una vez que el  laboratorio esté completamente desarrollado, hacia 2026, se prevé su utilización por hasta 3000 usuarios de todo el mundo, en áreas científicas que abarcan la física, la química, la biología, la medicina y la arquitectura.

## MAX I
MAX I es el anillo de almacenamiento más antiguo de MAX-lab. Entró en funcionamiento en 1985. Tenía una circunferencia de 32,4 metros y funcionaba a una energía de 550 MeV. Aunque al principio el objetivo era construir una instalación para experimentos de física nuclear, la creciente atención recibida por la investigación basada en luz sincrotrón influyó en el diseño de MAX I en una fase temprana y se dedicó a ambos usos, aunque la utilización de la radiación sincrotrón estaba limitada a los espectros ultravioleta e infrarrojo por la baja energía del anillo.

## MAX II
MAX II entró en funcionamiento en 1996. Estuvo entre las primeras fuentes de luz sincrotrón de tercera generación, tenía una circunferencia de 90 metros y funcionaba a la energía de 1,5 GeV. MAX II fue diseñado inicialmente para aplicaciones en el espectro ultravioleta y rayos X de baja energía, pero con la ayuda de dispositivos magnéticos de inserción, como wigglers también era posible producir rayos X de alta energía. El desarrollo de una comunidad de usuarios para aplicaciones a alta energía fue crucial para la construcción posterior de MAX IV.

## MAX III
MAX III fue terminado en 2007. Con una circunferencia de 36 metros, se trataba de un acelerador de baja energía, diseñado principalmente para aumentar la capacidad de MAX-lab, que había alcanzado el punto de saturación en MAX II. Durante la misma época empezaron también los planes para construir MAX IV, por lo que MAX III también sirvió como prototipo para nuevas tecnologías que serían utilizadas en MAX IV, particularmente para los dispositivos magnéticos.

## MAX IV

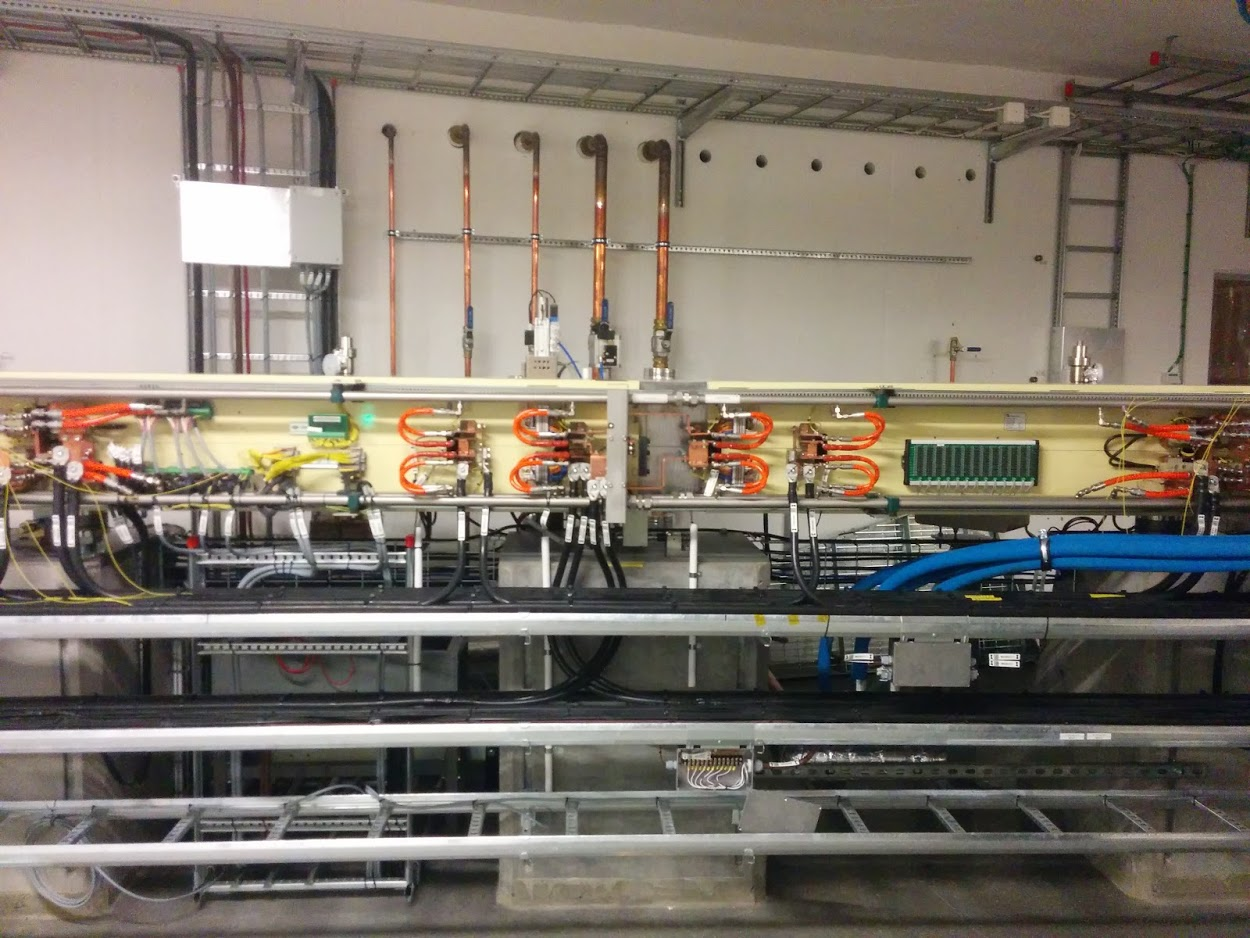
Interior del anillo de baja energía de MAX IV, mostrando los bloques compactos de elementos magnéticos (celdas MBA).

En 2010 se iniciaron las obras para construir MAX IV, que fue inaugurado  en junio de 2016. La instalación consta de dos anillos de almacenamiento, el menor con una circunferencia de 96 meter y 1,5 GeV de energía, y  el mayor, de 528 metros de circunferencia y 3 GeV de energía. Los dispositivos magnéticos en MAX IV se basan en la tecnología  desarrollada en MAX III. La inyección de electrones en los anillos de almacenamiento se realiza directamente  con un acelerador lineal de 300 metros de longitud, a intervalos regularles para que la corriente de los anillos de almacenamiento se mantenga a un nivel casi constante (top-up). El acelerador lineal también se utiliza como una fuente pulsada de electrones para experimentos que requieren de una alta resolución temporal.
Mientras que el anillo más pequeño fue concebido como un reemplazamiento para MAX II y MAX III, cerrados al construirse la nueva instalación, el anillo de 3GeV posibilita nuevos tipos de experimentos. Esto es posible al innovador diseño compacto de bloques de imanes curvadores —que mantienen el haz de electrones en órbita— ,cuadrupolos y sextupolos denominados 
«celdas MBA» (Multiple Bend Achromatic). La agrupación de múltiples elementos magnéticos en un espacio reducido disminuye importante de la emitancia del haz y el haz radiación sincrotrón resultante está muy colimado y tine una alta luminosidad.